# 布伦塔河畔坎波隆戈
布伦塔河畔坎波隆戈（義大利語：Campolongo sul Brenta），是意大利威尼托大区维琴察省的一个市镇。总面积9平方公里，人口827人，人口密度91.9人/平方公里（2009年）。国家统计（ISTAT）代码为024023。